# 7082 La Serena
A 7082 La Serena (ideiglenes jelöléssel 1987 YL1) a Naprendszer kisbolygóövében található aszteroida. Eric Walter Elst és G. Pizarro fedezte fel 1987. december 17-én.